# Nathan Crowley
Nathan Crowley (1966) es un diseñador de producción británico y antiguo director artístico. Fue nominado al Óscar al mejor diseño de producción por la cintas El prestigio de 2006, The Dark Knight de 2008, e Interstellar de 2014. Por El prestigio, fue candidato junto con el decorador de escena Julie Ochipinti, por The Dark Knight, fue candidato junto con el decorador Peter Lando, y por Interstellar, fue candidato junto con el decorador Gary Fettis. Crowley también fue nominado al BAFTA al mejor diseño de producción por Batman Begins de 2005 y por The Dark Knight de 2008.

## Filmografía
Dirección de arte
- Dangerous Game (1993)
- Monkey Trouble (1994)
- Braveheart (1995)
- Asesinos (1995)
- Misión: Imposible II (2000)

Diseñador de producción
- Sweety Barrett (1998)
- Falling for a Dancer (1998)
- An Everlasting Piece (2000)
- Behind Enemy Lines (2001)
- Insomnia (2002)
- Veronica Guerin (2003)
- Batman Begins (2005)
- La casa del lago (2006)
- El prestigio (2006)
- The Dark Knight (2008)
- Enemigos públicos (2009)
- John Carter (2012)
- The Dark Knight Rises (2012)
- Interstellar (2014)
- Westworld (primer episodio) (2016)
- Dunkerque (2017)

## Premios y nominaciones
Premios Óscar
| Año  | Categoría                  | Película        | Resultado |
| ---- | -------------------------- | --------------- | --------- |
| 2007 | Mejor dirección artística  | The Prestige    | Nominado  |
| 2009 | Mejor dirección artística  | The Dark Knight | Nominado  |
| 2015 | Mejor dirección artística  | Interstellar    | Nominado  |
| 2018 | Mejor diseño de producción | Dunkerque       | Nominado  |
| 2019 | Mejor diseño de producción | First Man       | Nominado  |